# 貴志謙介
貴志 謙介（きし けんすけ、1957年 - ）は、NHKの元ディレクター・プロデューサー、現代アート作家・著作家である。兵庫県出身。

## 人物
- 京都大学文学部（文化人類学専攻）卒業後、NHKで特集番組の制作に従事（1981年4月−2017年8月）。現在、フリーランスであらたな仕事に取り組んでいる。
- 弟は、京都大学教授の貴志俊彦[1]。

## 映像作品
- 1983年 - NHK総合テレビ土曜リポート「浪速のインド商人」（ディレクター）
- 1984年 - NHK特集「ニッポン中古品～大阪・アジアルート」（ディレクター）
- 1984年 - NHK特集「山口組～知られざる組織の内幕～」（ディレクター）
- 1985年 - NHK特集「浪花・笑いの仕掛け人」（ディレクター）
- 1986年 - NHK特集「課長はこうして選ばれる」（ディレクター）
- 1987年 - NHK特集「世界の中の日本  土地はだれのものか」（ディレクター）
- 1988年 - NHK特集「よみがえったネズミ講」（ディレクター）
- 1991年 - NHKスペシャル「アインシュタインロマン」4　時空　悪魔の方程式（ディレクター）、イタリア賞ノミネート作品、年間ベスト・シナリオ選出
- 1992年 - BS特集「VISION2020　知られざる王国マレーシア」（ディレクター）
- 1992年 -  NHK総合テレビ放送記念日特集「テレビはどこへいくのか」（ディレクター）
- 1992年 -  NHK総合テレビオリンピック特集「オリンピックの20世紀 アポロンの歌・映像が語る百年の光と影」（ディレクター）、第30回ギャラクシー賞テレビ部門奨励賞
- 1993年 - BS特集「素晴らしき地球の旅　イタリアふれあいの旅　愛の四家族　ブリケッラ農園の春」（ディレクター）、世界テレビ映像祭優秀賞
- 1993年 - BS特集「素晴らしき地球の旅　イタリアふれあいの旅　父と息子のチーズ旅　サルディニア島」（ディレクター）
- 1995年 - BS特集「虹のかなたのH2O   精霊の巻」（ディレクター）
- 1996年 - ビデオ・アート作品「音のかそけき」、ハイビジョン国際映画祭ユネスコ賞受賞
- 1998年 - NHKスペシャル「海　知られざる世界」1　魔の海からの旅立ち（ディレクター）
- 1999年 - NHK総合テレビ「地球に乾杯！　春だ羊よ、乳を出せ　ルーマニア・マラムレシュ」（ディレクター）
- 2001年 - NHKスペシャル「宇宙　未知への大紀行」2　地球外生命を探せ、7 宇宙に終わりはあるのか（プロデューサー）
- 2002年 - NHK-BSハイビジョンスペシャル「ハイビジョン進化論」 第一夜　森羅万象を見つめたい、第二夜　未来の夢を映したい（ディレクター）
- 2003年 - NHK-BSハイビジョンスペシャル「天才画家の肖像　ピカソ～女たちが語る素顔」（ディレクター）
- 2003年 - NHK-BSハイビジョンスペシャル「天才画家 vs ミュージシャン」（ディレクター）
- 2003年 - NHK-BSプライムタイム「私が出会ったサラムたち～脱北者・10年の記録～」（制作統括）
- 2004年 - NHKアニメワールド「火の鳥 HINOTORI」#1から#13（制作統括）
- 2004年 - NHK-BSハイビジョン特集「一本桜の物語～花と過ごす春の一日」（制作統括）
- 2005年 - NHK-BSハイビジョン特集「そして僕は日本で生まれ育った〜在日コリアン・家族の100年〜」（制作統括）
- 2005年 - NHK-BSハイビジョン特集「史上空前の論文捏（ねつ）造」（制作統括)、第46回科学技術映像祭＜文部科学大臣賞＞、第26回バンフ・テレビ祭＜科学・自然番組部門ロッキー賞＞、第2回アルジャジーラ国際テレビ制作フェスティバル＜調査レポート部門銅賞＞、
- 2006年 - NHK総合テレビプレミアム10「渥美清の肖像〜知られざる役者人生〜」（ディレクター）
- 2006年 - NHK-BSハイビジョン特集「偉大なる旅人 鄭和」（制作統括）
- 2007年 - NHK-BSハイビジョン特集「夢の旅　にっぽん絶景百選」（ディレクター）
- 2008年 -  NHK教育テレビ「知るを楽しむ歴史に好奇心  野望の”錬金術” 百年の興亡」（ディレクター）
- 2008年 -  NHK教育テレビ「知るを楽しむ 歴史に好奇心  映画王国・京都 カツドウ屋の100年 中島貞夫」（ディレクター）
- 2008年 -  NHK教育テレビETV特集「マキノ雅弘　あるカツドウ屋の生涯」（ディレクター）
- 2009年 - NHK教育テレビ「知るを楽しむ 歴史は眠らない〜暗い時代こそ笑いとばせ!」#1から#4（ディレクター）
- 2010年 - NHK総合テレビ「幻の甲子園～戦時下の球児たち～」（ディレクター）
- 2011年 - NHK-BSハイビジョン特集「笑う沖縄！百年の物語」（企画・脚本・演出）
- 2012年 - BS特集「革命のサウンドトラック－エジプト・闘う若者たちの歌－」（ディレクター）
- 2013年 - NHK総合テレビ「SANAA 建築の冒険」（ディレクター）
- 2014年 - NHK総合テレビ「1914 幻の東京〜よみがえるモダン都市〜」（ディレクター）
- 2015年 - NHKスペシャル「新・映像の世紀」第1集 第一次世界大戦 百年の悲劇はここから始まった（ディレクター）、NHK放送開始90周年・終戦70周年記念特番、国際テレビアーカイブ機構（FIAT/IFTA） 2016年世界会議入賞作品、第15回放送人グランプリ優秀賞、2016年度グッドデザイン賞
- 2016年 - NHKスペシャル「新・映像の世紀」第4集 冷戦・世界は秘密と嘘に覆われた（ディレクター）、NHK放送開始90周年・終戦70周年記念特番、国際テレビアーカイブ機構（FIAT/IFTA） 2016年世界会議入賞作品、第15回放送人グランプリ優秀賞、2016年度グッドデザイン賞
- 2017年 - NHKスペシャル 「戦後ゼロ年  東京ブラックホール1945-1946」（ディレクター）、平成29年度文化庁芸術祭参加作品、ギャラクシー賞2017年8月度月間賞・第55回テレビ部門奨励賞、ATP賞テレビグランプリ2016ドキュメンタリー部門優秀賞、イタリア賞出品作品、伊藤喜作賞協会賞、JPPA（日本ポストプロダクション協会）ゴールド賞（テレビVFX部門）、第71回 日本映画テレビ技術協会 映像技術賞［VFX］、第21回 経済産業大臣賞（日本映画テレビ技術大賞）、ワールド・メディア・フェスティバル2019インターメディア・グローブ金賞（カテゴリー１位）
- 2019年 - BS4K特集 NHKスペシャル「東京ブラックホールⅡ 破壊と創造の1964年」（ドラマ脚本・演出）、ギャラクシー賞テレビ部門10月度月間賞、2020年度ギャラクシー賞奨励賞、JPPA AWARDS 2020 映像技術部門優秀賞
- 2023年 - NHK教育テレビETV特集「ソフィヤ 百年の記憶」（歴史リサーチ、映像演出）、映画テレビ技術協会・映像技術賞

## 著書
- 単著『アインシュタイン・ロマン』4　時空・悪魔の方程式（NHK出版、1991年）ISBN 978-4-14-008771-8
- 単著『海　知られざる世界』1　魔の海からの旅立ち（NHK出版、1998年）ISBN 4140803673
- 共著『宇宙 未知への大紀行』1 天に満ちる生命（NHK出版、2001年）ISBN 978-4-14-0805916
- 共著『宇宙 未知への大紀行』4 未来への暴走（NHK出版、2001年）ISBN 978-4-14-0805916
- 共著『NHKスペシャル 新・映像の世紀 大全』（NHK出版、2017年）ISBN 978-4-14-081713-1
- 単著『戦後ゼロ年　東京ブラックホール』（NHK出版、2018年）ISBN 978-4-14-081748-3
- 単著『1964 東京ブラックホール』（NHK出版、2020年）ISBN 978-4-14-081823-7

## 個展・出展
- 1999年　個展「心の中の海を探検する」（会場：原宿・Harajuku Gallery（東京））
- 2000年　出展「国際イムパクトアートフェスティバル」（会場：京都市美術館（京都））
- 2002年　出展 ＜ARTEX LONDON特別賞受賞＞＜ARTEX TOKYO特選＞（会場：東京国際フォーラム（東京））
- 2002年　出展 ベルギー「リニアート」出展（会場：LINEART, FLANDERS EXPO GENT BELGIUM（ベルギー））
- 2002年　出展「日仏現代作家展」入選（場所：品川（東京））
- 2004年　個展「貴志謙介展：Drowing in ZONE‐内なる衝動」（会場：元麻生ギャラリー（東京））
- 2009年　個展「貴志謙介小品展」（会場：GALLERY＆Cafe「World Times」（兵庫））
- 2022年　出展「抽象展」（会場：BE= Lab & Gallery（大阪））

## 記事(雑誌・新聞・ウェブ）
- 新聞「心のなかの海を探検」『産経新聞』1999年1月28日
- 新聞「にんげん図鑑―『心の中の海』を絵で表現」『朝日新聞』夕刊、1999年2月6日
- 書籍「貴志謙介 Kishi, Kensuke」『現代美術の断面―日韓2000-2009前期の現況』京都国際芸術センター、2001年12月25日
- 雑誌「KISHI KENSUKE 貴志謙介」（日本語版『Bien（美庵）』Vol.1、藝術出版社、2003年）
- 雑誌「貴志謙介：Drowing in ZONE―内なる衝動」（日本語版『Bien（美庵）』Vol.25、藝術出版社、2004年3・4月）
- 雑誌「1914年幻の東京 よみがえるモダン都市」『電波タイムズ』2014年12月8日号
- 雑誌「悲劇を乗り越える「笑い」の力 : 歯科医ブーテンから始まる沖縄の笑いの系譜」（『月刊保団連』1253、全国保険医団体連合会、2018年1月、34-39頁）
- 雑誌「終戦わずか2週間後「東京の慰安婦」は米軍のいけにえにされた」（『現代ビジネス』2018年8月15日）
- 雑誌「葬り去られる記憶・歪められる記憶～「1964年東京ブラックホール」をめぐって～貴志 謙介」聞き手 水野 哲夫（『季刊セクシュアリティ』No.97、2020年7月）
- ウェブ「連載(全30回）｜亡命ウクラニアン百年の物語 」（『ステラnet (NHK)』2022年6月17日～2024年3月12日）
- 雑誌「東京時間旅行 驚愕の現実を見る」（『建築ジャーナル』No.1355、2024年6月、32-33頁）

## ビデオ・DVD
- 1990年 - VHS「ニッポン中古品」ポニーキャニオン
- 1991年 - DVD「アインシュタインロマン」4　時空　悪魔の方程式　NHKエンタープライズ
- 2001年 - DVD「NHKスペシャル 宇宙 未知への大紀行」第2集 地球外生命を探せ、第7集 宇宙に終わりはあるのか　NHKエンタープライズ
- 2005年 - DVD-BOX「火の鳥 HINOTORI」ハピネット・ピクチャーズ
- 2006年 - DVD「偉大なる旅人 鄭和」NHKエンタープライズ
- 2008年 - DVD「NHKスペシャル 海 知られざる世界」第1集 魔の海からの旅立ち　NHKエンタープライズ
- 2016年 - DVD「NHKスペシャル 新・映像の世紀」第1集 百年の悲劇はここから始まった    NHKエンタープライズ
- 2016年 - DVD「NHKスペシャル 新・映像の世紀」第4集 世界は秘密と嘘に覆われた   NHKエンタープライズ

## 講演・トークイベント
- 1985年 - 講演「NHK特集「ニッポン中古品」アジア取材の舞台裏」、主宰: 長崎県
- 2006年  6月  7日 - 講義「NHKチーフディレクター来る！！」、千葉大学文学部主宰講演、会場: 千葉大学法経第一会議室
- 2007年10月  1日 - 講義「「山口組」から「アインシュタイン」まで」、大阪芸術大学「現代マスコミ論」特別講義（座間味教授担当）、会場: 大阪芸術大学
- 2016年  6月29日 - 講演 「第一次世界大戦記録映像から私たちは何を読み取るか」主催: 第一次世界大戦100年展2018実行委員会、会場: 三軒茶屋キャロットタワー内生活工房５Ｆセミナールーム
- 2016年11月18日 - トーク「NHKスペシャル「映像の世紀」続編ー「新・映像の世紀」を「映像の世紀」と比較しながら語る」かわさき市民アカデミー「懐かしの名作を語る―テレビ創生期秘話、映像の世紀、原子力」、会場: 川崎市生涯学習プラザ
- 2017年  4月18日 - トーク「『新・映像の世紀大全』刊行記念トークイベント――新旧2つの「映像の世紀」の制作者が語る、巨大なドキュメンタリー「発信」の舞台裏　河本哲也 × 寺園慎一 × 貴志謙介」、会場: 紀伊國屋書店新宿本店8階イベントスペース
- 2017年12月  5日 - 講義　NHKスペシャル「戦後ゼロ年 東京ブラックホール」について、早稲田大学社会科学総合学術院「環境表現論２」（佐藤洋一教授担当）、会場: 早稲田大学12号館401室
- 2018年  9月  9日 - トーク『戦後ゼロ年 東京ブラックホール』（NHK出版）刊行記念トークイベント、主催・会場：Tokyo Little House（赤坂）
- 2018年12月15日 - トーク「2018 Best of Input 世界公視大展精選「戦後ゼロ年 東京ブラックホール」上映後のディレクター・トーク」、会場：台湾・台中市政府集会堂
- 2018年12月16日 - トーク「明治150年 現在・過去・未来」、NHKFM トーキング ウィズ 松尾堂
- 2022年  4月23日 - 講義　NHKスペシャル「東京ブラックホール」トークイベント特別講義、会場：多摩美術大学（上野毛キャンパス）
- 2023年11月17日 - 講演　Inter BEE 2023「 映像の力は社会に何を問いかけるか？そしてその可能性とは？〜映画「キャロル・オブ・ザ・ベル 家族の絆を奏でる詩（うた）」を制作して」、会場：国際会議場2F国際会議室
- 2024年  3月15日 - トーク「ウクライナ・チャリティイベントでのトーク」、会場：旧グッゲンハイム邸